# 行殺・新選組
『行殺♥新選組』（ぎょうさつ しんせんぐみ）は2000年（平成12年）4月28日にライアーソフトから発売されたアダルトゲーム。
2002年（平成14年）に音声と新規シナリオが追加されたリメイク版『行殺♥新選組FRESH』が発売された。

## 内容
本作は、幕末に活躍した新選組をモチーフとしたコメディ調のアダルトゲームである。ただし、主要な登場人物の多くが女性化され、その人物像にもデフォルメが加えられている。また、新撰組側の登場人物の服装は、一部の例外を除き、基本的に現代の日本の学校の制服に近いデザインとなっているほか、改造人間やオカルトといった新撰組以外の要素や、ギャグやパロディも多数存在する。
演出上の特徴として、立ち絵の代わりに、話に合わせて登場人物のフェイスウィンドウが画面上を動き回るという独特の表現方法が用いられている。
なお、題名の「行殺」は、プレイバイメールのコミュニティにおいて、「行動結果メールで、プレイヤーキャラクターが一行程度の死亡シーンしか登場しない」ということを意味するスラングに由来しており、本作においては敵勢力であるキンノーたちが「行殺」される。
本作は分岐型のシナリオとなっており、多くのルートでは主人公の新選組入隊から池田屋事件まで主題としている。ただし、土方歳江ルートは、ある条件を満たす事で池田屋事件より後のシナリオへと進み、真のEDへと到達する。また、ゲーム内パラメータの「不条理」の度合いによっては、「本物」が登場したり、月へ飛ばされたり、ほぼ史実通りのストーリーが展開することもある。このほかにも、衆道を題材としたシナリオもある。

## ストーリー
幕末、主人公の島田誠は剣術で身を立てるため京都へ上り、坂本龍馬率いるキンノーに絡まれ袋だたきにされたところを新選組に助けられる。島田は新選組のかっこよさにあこがれ、入隊する。

## 登場人物
キャラクターの記述、およびキャスト表記はリメイク版を基準とする。括弧内には読みと、モデルとなった人物名を記載。

### 新撰組およびその関係者
島田誠（しまだ まこと/島田魁）
声：なし
本作の主人公。縁あって新選組に入隊する。
近藤勇子（こんどう ゆうこ/近藤勇）
声：歌織
新選組局長。見た目はおっとりしているが、銃剣・虎徹を愛用する剣術の達人。
あまり自己主張をするタイプではなく、個性の強い隊士達をさりげなくまとめる調整型のリーダー。特に芹沢と土方の喧嘩を仲裁できるのは彼女だけであり、隊士からの信頼も極めて厚いが、マゾヒストでもある。
かつては坂本龍馬と恋仲だったが、現在は敵対関係にある。
土方歳江（ひじかた としえ/土方歳三）
声：かわしまりの
新選組副長。美人だが冷酷。武器は日本刀。規律を犯した隊士にしばしば切腹を命じるため鬼の副長と呼ばれ怖れられている一方、俳句や恥ずかしいポエムが趣味という意外な一面もある。また他人に餅をくれる。性癖はSでツンデレ気味。
カモミール芹沢（カモミール せりざわ/芹沢鴨）
声：長崎みなみ
もう一人の新選組局長。水戸藩出身ではあるが、異人の血を引くため金髪碧眼。通称は「カモちゃん」であり、武器は鉄扇と88mm砲（通称：カモちゃん砲）。大トラで酒を飲むと大暴れするが、これは自分だけが京都で仲間になった事に対する寂しさを紛らわすためであるらしい。「規律より隊士同志の和を重視すべき」を持論としており、規律を何よりも重んじる土方とは何かと折り合いが悪い。
沖田鈴音（おきた すずね/沖田総司）
声：YUKI
新選組最強の剣士で、眼鏡をかけている。病弱でしばしば吐血しているが、都合が悪くなると吐血してごまかすという少々腹黒い面がある。武器は日本刀。そーじというあだ名で呼ばれることがあるものの、理由がいくつもあり、結局島田には真相がわからずじまいである。
原田沙乃（はらだ さの/原田左之助）
声：綾瀬まゆ
新選組隊士。武器は身長よりも長い十文字槍。小学生のような幼い見た目と、かつて切腹に失敗したときの古傷に劣等感を抱いている。隊士の中では一番の頭脳派だが、負けず嫌いで口が悪く、島田に対して先輩風を吹かせたがるあたり、子供っぽい性格をしている。
永倉新（ながくら あらた/永倉新八）
声：金田まひる
新選組隊士。直情径行型で男勝りな女傑。基本的に能天気で、食べることと強さにしか興味がない一方、色恋沙汰が大の苦手。永倉ハンマーと名付けられた大木槌を武器とする。
藤堂平（とうどう たいら/藤堂平助）
声：草柳順子
新選組隊士。『FRESH』よりの新メンバー。近藤達とは江戸からのつきあいだが、影が薄く、フェイスウィンドウで自己主張を繰り返す。武器は錆びた斬馬刀、もしくは「北辰二刀流、無手、棍棒」(本人談)。北辰一刀流の結束によって運命を弄ばれ、自分の気持ちというものを失ってしまっている。その諦めきった性格からか「仕方ないよね」が口癖。
スタッフによると「（前作で）何故出ていないのか」と問い合わせが殺到した、とのこと（公式サイトのキャラ紹介にも書かれている）。
伊東甲子（いとう かんこ/伊東甲子太郎）
声：歌織
新撰組参謀。池田屋事件の後に入隊。北辰一刀流の使い手でもある。近藤に色々吹き込んだり不穏な言動を見せたりしているため、土方は特に嫌っている。かなりのドS。
斎藤はじめ（さいとう はじめ/斎藤一）
声：草柳順子
新選組の隊士である少年。島田と同期で、剣の腕は島田より上。何故か島田とくっつきたがる。
山南敬助（やまなみ けいすけ/山南敬助）
声：なし
新選組副長。くたびれた中年男性。北辰一刀流の使い手だが、いざという時に姿をくらますので剣の腕は未知数。沖田をかわいがっている。
井上源三郎（いのうえ げんざぶろう/井上源三郎）
声：なし
白髪白髭白眉毛の老隊士。時折現れては歳相応の落ち着いた発言をするが、時折ボケているような素振りも見せる。
松平けーこ（まつだいら けーこ/松平容保）
声：なし
京都守護職にして、会津藩藩主でもある。新選組の上司にあたり、カモミール芹沢とは昔なじみにあたる。通称「けーこちゃん」。眼鏡っ娘であるが、常に後ろを向いている。
おまちちゃん（おまちちゃん/モデルなし）
声：長崎みなみ
新撰組びいきの町娘で、なぜか巫女姿をしている。ひょんなことから島田に惚れ込み、強引過ぎるほどのアタックを仕掛けてくる。
受け入れると拒むとに関わらず、島田と新選組を振り回すお騒がせキャラ。

### キンノー
幕府転覆を企む不貞な浪士たちで構成された集団であり、ゲーム内には以下の3名のほかに、100名近いキンノーの関係者たちが登場するが、それぞれ個別に設定が存在する。
坂本龍馬（さかもと りょうま/坂本龍馬）
声：なし
殺しから立ち小便まで、悪事の限りをつくすキンノーの大物。歪んだ欲望を満たすために倒幕を目論む極度のS。近藤勇子の元彼であり、彼女をMに覚醒させ、奴隷として調教した張本人。
桂小五郎（かつら こごろう/桂小五郎）
声：なし
キンノーの大物その2。「逃げの小五郎」の異名をとり、逃げるために悪事を働く逃げフェチ。FRESHより桂三枝似の顔絵となる。
古高俊子（ふるたか としこ/古高俊太郎）
声：綾瀬まゆ
表向きは枡屋の女主人だが、正体はキンノーのスパイ。新選組に捕縛され、木馬責めやろうそくプレイをされてしまう。

## 開発
本作の開発にあたり、「できるだけキャラクターを中心としたストーリーを作る」という方針が立てられた。また、「『新選組』を扱う以上半端なつくりにしたくない」という山原久稲の考えから、「バカゲーなのにちゃんと新選組のネタが入っている」作品を目指した開発がすすめられ、時間をかけた調査が行われた。

### 音楽
本作の主題歌である『見つめて☆新選組』は、子母沢寛の小説『新選組始末記』で広く知られている新選組の“局中法度”をモチーフにしたもので、そのサビの部分の歌詞の強烈なインパクトから「切腹ソング」という異名を持つ。それ以外にも、妙な前口上があったり曲終了後にもコントのようなやりとりが入っていることから、一種の電波ソングとしても知られる。
なお、2005年12月にDAMの「アキバ系萌えソング特集」の一環としてこの曲が一時期（10日ほど）だけ入ったが、現在は選曲ができない状態になっている。
山原はこの歌が採用された経緯について、「変な歌詞だが普通に歌ってほしいと考えていたが、歌い手さんのつぼにはまった結果、あのような歌になってしまった。狙うつもりはなかったが、面白い出来だったので採用した」とGalge.comとのインタビューの中で述べている。

## スタッフ

### 行殺♥新選組
- 企画・シナリオ：岩清水新一
- キャラクター・原画：八雲剣豪
- シナリオ：睦月たたら
- 音楽：九十九百太郎
  - 主題歌：見つめて☆新選組
    - 作詞：鰯水新三、睦月たたら
    - 作曲：九十九百太郎（ノーブランドサウンズ）
    - 編曲：長崎繁
    - 歌：翠川優樹

### 行殺♥新選組FRESH
- シナリオ：睦月たたら、天野佑一
- キャラクター・原画：八雲剣豪
- 音楽：ノーブランドサウンズ
  - 主題歌：見つめて☆新選組（フルコーラスVer.）
    - 作詞：鰯水新三、睦月たたら
    - 作・編曲：九十九百太郎（ノーブランドサウンズ）
    - 歌：長崎みなみ

## 反響
本作のヒットにより、ライアーソフトの知名度が向上した。

### 評価
アダルトゲーム雑誌「BugBug」の「イチオシ!BUG'Sレビュー」において、本作のオープニング映像はインパクトが強くかつゲームの神髄を表現した内容だと評価されており、レビューの筆者はオープニングだけでも買う価値があるとしている。
レビューの筆者は本編の内容を評価する中で、キャラクターの個性についても言及している。筆者はキャラクターの個性が際立っているおかげでかけあいだけでも十分面白いとしつつも、個別ルートで意外な持ち味を知ることができる点が良いと評価し、本作のヒロインたちは男性のためのご都合キャラだと感じさせず好感が持てたとしている。このほかにも、筆者はキャラクターの表情を表示したウィンドウが動き回る演出や、型破りな戦闘システムなどについても評価している。
ライターの大澤良貫は、書籍『美少女ゲームマニアックス』に寄せたレビューの中で、新撰組を題材としたアダルトゲームというと冒涜のように見えるが、実際は歴史ファンや幕末ファンをうならせるようなマニアックで愉快な作品に仕上がっていたと評価している。大澤はツボを抑えたセッティングの例として、芹沢のキャラクター造形を挙げている。一方大澤は、パラメータの大半が意味をなさない、ルート分岐やHシーンの少なさといった、アダルトゲームとしての完成度について疑問を呈している1。

## その他

### メディアミックス
- 電撃大王にて八雲剣豪による漫画化
- 行殺新選組をテーマにした3D格闘ゲーム「行殺!スピリッツ」が「GPSC（ゲームプログラム勉強会）」より発売。